# تشارلز هيل (دبلوماسي)
تشارلز هيل (بالإنجليزية: Charles Hill)‏ هو دبلوماسي أمريكي، ولد في 28 أبريل 1936.